# La Palma (Málaga)

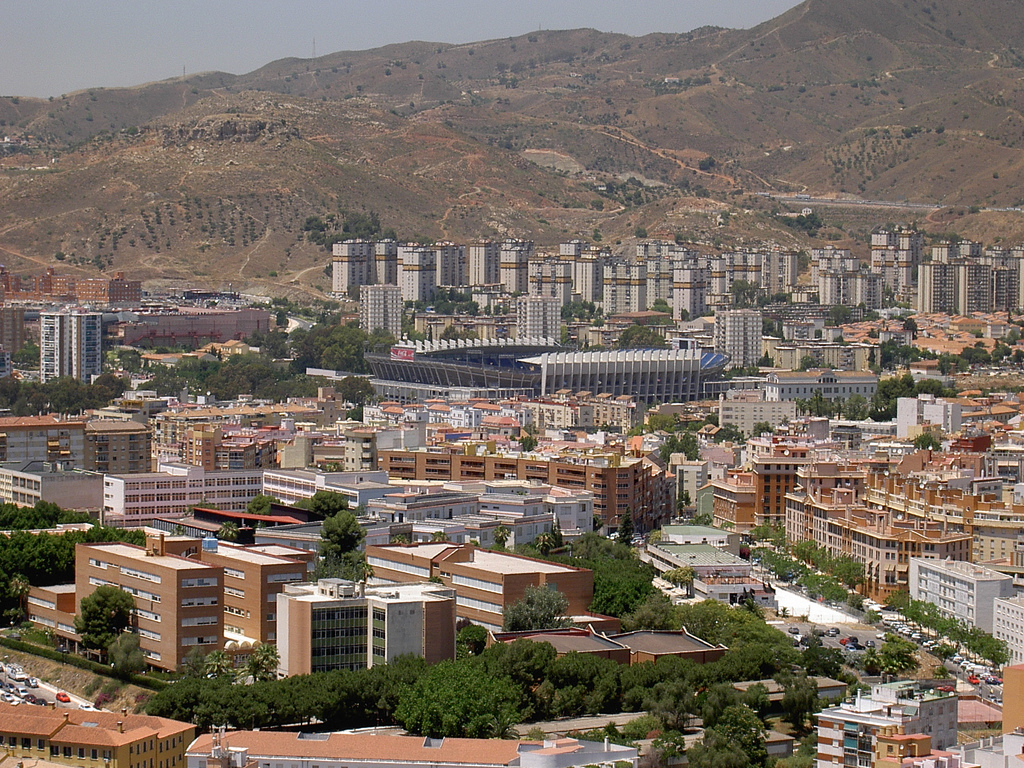
Los bloques de La Palma (con banda amarilla) al fondo, vistos desde Gibralfaro.

La Palma es un barrio perteneciente al distrito Palma-Palmilla de la ciudad andaluza de Málaga, España, siendo uno de los barrios que da nombre al distrito. Según la delimitación oficial del ayuntamiento, La Palma limita al norte con los barrios de Virreina Alta y Las Virreinas; al este, con La Palmilla y Huerta La Palma; al sur con 503 Viviendas y La Roca; y al oeste con el Monte Coronado.

## Transporte
En autobús queda conectado mediante las siguientes líneas de la EMT: 
| Línea | Trayecto                     | Recorrido | Frecuencia |
| ----- | ---------------------------- | --------- | ---------- |
| 17    | Alameda Principal - La Palma | Recorrido | 10 minutos |